# Mohyliv-Podilskyj
Mohyliv-Podilskyj (ukrainsk: Могилів-Подільський, russisk: Могилёв-Подо́льский, polsk: Mohylów Podolski}, rumænsk: Moghilău/Movilău, jiddisch: מאָהילעװ) er en by i Mohyliv-Podilskyj rajon i Vinnytska oblast, Ukraine. Administrativt er Mohyliv-Podilskyj regnet som en by af regional betydning. Den fungerer også som administrativt centrum for Mohyliv-Podilskyj rajon, en af de syv rajoner/distrikter i Vinnytska oblast, selvom den ikke er en del af distriktet. Den ligger i den historiske region Podolien, på grænsen til Bessarabien, Moldova, langs den venstre bred af floden Dnestr. På den modsatte side af floden ligger den moldoviske by Otaci, og de to kommuner er forbundet med hinanden ved en bro.
Byen har en befolkning på omkring 29.925 (2022) mennesker.

## Galleri
- Arkitektur fra 1800-tallet i Mohyliv-Podilskyj
- Centrum
- Sankt Nikolaskirken
- Sankt George Church
- Sankt Alexander Nevskykirken
- Nikolaj Gogol-monument
- John Lennon-monument